# Rio Ferreira (Galiza)
O Rio Ferreira é um rio da província de Lugo, Galiza, Espanha. O curso d'água nasce na Sierra do Careón, a cerca de 750 m de altitude, no concelho de Palas de Rei, entra no concelho de Guntín, onde finalmente, após 38 km de curso, desagua no Rio Minho.

## Afluentes
- Rio Lavadoiro[3]